# 7,63 × 25 mm Mauser

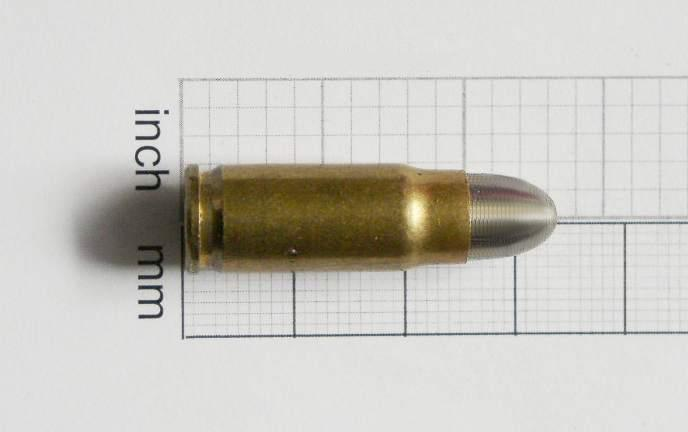
Náboj 7,63 × 25 mm Mauser

7,63 × 25 mm Mauser (0.30 Mauser Automatic) byl náboj původně vyvinutý pro pistoli Mauser C96.
Základem pro toto střelivo byl náboj 7,65 × 25 mm Borchardt z roku 1893 - jediná úspěšnější munice pro samonabíjecí pistole té doby. Náboj 7,63 mm Mauser je někdy zaměňován s pozdějším 7,65mm Parabellum (0.30 Parabellum), jde také o pistolový náboj s nábojnicí lahvovitého tvaru. Dále se náboj 7,63 mm Mauser stal základem pro sovětský náboj 7,62 × 25 mm Tokarev. I když jsou rozměry jejich nábojnic téměř totožné, má náboj 7,62mm Tokarev silnější prachovou náplň a celkově není vhodný pro použití v pistoli Mauser C96 nebo jiné střelné zbrani určené pro náboj 7,63 mm Mauser.
Během finsko-sovětské zimní války i druhé světové války byl náboj používán finskými a německými silami pro použití v ukořistěných sovětských samopalech, a to kvůli jeho zastupitelnosti sovětského náboje 7,62 × 25 mm. Podle finských vojenských archivů si finská armáda za tímto účelem objednala u FN jeden milion nábojů 7,63 mm Mauser.

## Použití
- Mauser C96
- Schwarzlose M 1898
- STAR MMS
- Astra 900
- MP 34 (na vývoz, jinak většinou 9 × 19 mm)

## Synonyma
- DWM 403
- GR298
- 7,63 mm Mauser M.1896
- 7,63 mm Mauser Selbstlade-Pistole
- 7m/m 63 Pour Pistolet Automatique Mauser
- .30 Automatic (Mauser & Borchardt)
- .30 Mauser